# José Ricardo
José Ricardo (cantor e compositor) - nome artístico de José Alves Tobias (Rio de Janeiro, 6 de março de 1939 - Rio de Janeiro, 11 de maio de 1999) foi um cantor brasileiro, integrante da chamada Jovem Guarda, destacou-se ainda pela beleza de sua voz e solidariedade com artistas em situações adversas de vida.

## Biografia

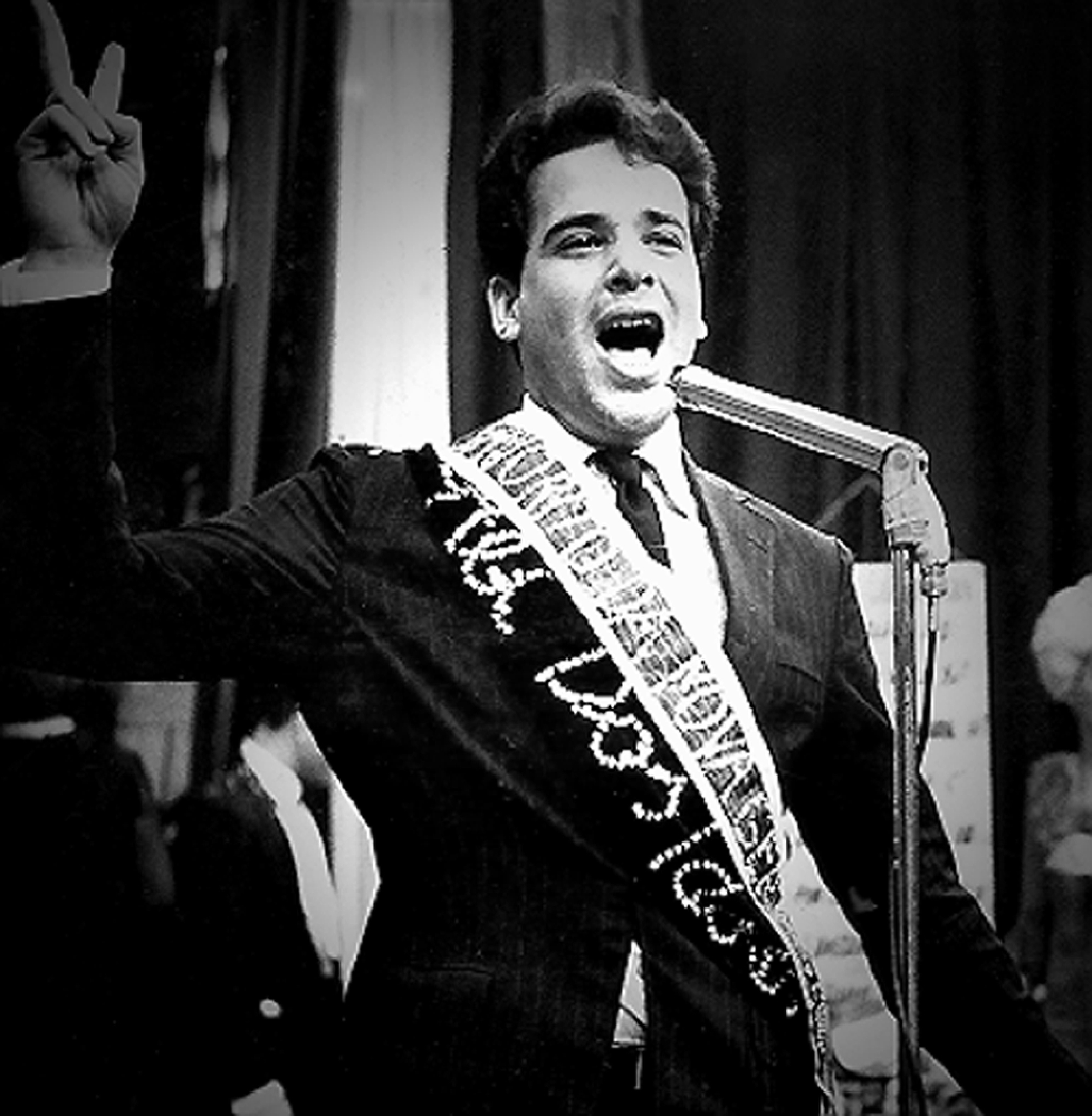
Instituto FUNJOR

Cantor. Compositor. Nascido no bairro da Tijuca, de descendência italiana por parte de mãe Mafalda, mudou-se aos dez anos de idade para o IAPI - Penha, onde o pai, Sr. Philemon Tobias, ex-jogador campeão pelo São Cristóvão e marceneiro chefe da empresa do arquiteto Sérgio Rodrigues na construção de Brasília, recebera por sorteio um apartamento financiado. Iniciou sua carreira artística ainda criança, apresentando-se no programa "Ritmos da Polícia Militar", na Rádio Guanabara. Sua avó materna, Pascoalina Vivona, era imigrante italiana e estimulou sua vocação. Posteriormente, apresentou-se em programa de calouros comandado por Isaac Zaltman, na Rádio Mauá. Começou a cantar na Rádio Guanabara, logo se apresentando em outras emissoras e sendo amparado por Cléber Figueiredo e Haroldo de Andrade.
Sua primeira gravação aconteceu num teste na RCA Victor, onde cantou um sucesso de Altemar Dutra - "Tudo de Mim" - em setembro de 1963. Neste ano, recebeu da Revista do Rádio o prêmio de "Revelação do ano". Contratado pela RCA Victor, gravou em 1964, um compacto simples com a canção "Eu que amo somente a ti", versão de Aldacir Louro para a canção italiana "Io che amo solo te", de Sérgio Endrigo. A gravação foi hit em programas de Rádio como "Grande parada Pastilhas Valda", apresentado por César de Alencar na Rádio Nacional. Em 16 de fevereiro de 1965, foi lançado o LP "Eu que Amo Somente a Ti". Participou do LP "Rio de Janeiro 400 anos", interpretando "Terra carioca" e "Rio de Janeiro". Com o sucesso, participou de diversos programas no rádio e TV, apresentando-se por todo o país e sempre cantou o amor. Atuou como ator no filme "Jovens Prá Frente", ao lado de Jair Rodrigues, Rosemary e Oscarito, que encerrava a sua atividade cinematográfica naquele ano.
Na década de 1960, o programa "Encontro com os brotos", apresentado por José Messias na Rádio Guanabara, permitiu-lhe ser um dos precursores da Jovem Guarda que, na mesma época, a partir do programa da TV, começava a estourar em São Paulo. Foi contratado da TV Record e seu nome eternizou-se ao movimento na música ´Festa de Arromba´ (...Sérgio e José Ricardo esbarravam em mim ...). A carreira seguiu. Realizou dezenas de gravações em mais de 60 compactos simples/duplos, LPs, CDs, coletâneas e regravações.
De voz possante e doce, não limitou-se ao repertório romântico da Jovem Guarda. Realizou diversas gravações para meio de ano e Carnaval. Sua voz não ficou limitada ao Brasil e participou de várias temporadas no exterior. Principalmente, Portugal, onde chegou a ser homenageado pelo presidente Mário Soares e se apresentou nas principais casas de show. Também gravou discos em espanhol e teve seu trabalho distribuído por toda América Latina.
A partir de 1991, lutou pela criação dos bailes populares da Cinelândia, buscando a revitalização do Carnaval Carioca. O projeto abriu novo campo de trabalho para inúmeros artistas e é realizado até hoje. No Réveillon de 1998/1999, fez, na Praia de Copacabana, seu último grande show. Carioca apaixonado pela cidade, foi homenageado pela Prefeitura do Rio de Janeiro quando foi nomeado um logradouro com seu nome. No bairro de Gericinó, há a Estrada José Ricardo.
Além da atuação artística, sempre lutou para ajudar artistas em dificuldade. Foram vários colegas que auxiliou com sua personalidade solidária. A partir dos anos 1980, assumiu, como membros de sua família, as Irmãs Batista (Linda, Odete e Dircinha) que tiveram grande sucesso na Época de Ouro do rádio e passavam por necessidade. A relação de afeto, solidariedade e amor com as cantoras serviu de inspiração para a peça "Somos Irmãs", de Sandra Louzada. O espetáculo, dirigido por Cininha de Paula, Ney Matogrosso e Marco Rodrigo, foi um dos musicais de maior sucesso no Brasil e vencedor de vários prêmios. 
Faleceu pouco depois de completar 60 anos de idade, em 11 de maio de 1999, vitimado por um agressivo câncer no pâncreas. Foi velado na Câmara Municipal do Rio de Janeiro. O cortejo do seu corpo pelo carro do Corpo de Bombeiros deixou a Cinelândia foi acompanhado por uma pequena multidão que o aplaudiu demoradamente na saída do cortejo. Deixou um importante legado de talento, solidariedade e amor ao próximo.
Por sua história e lição de vida, em 1999, seu filho Luiz Murillo Tobias 

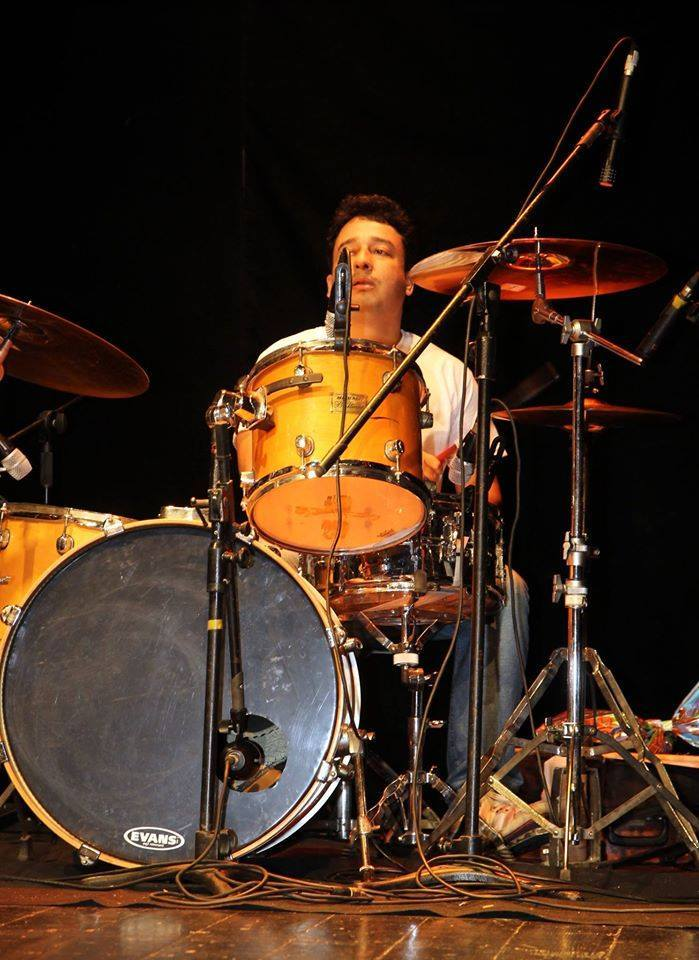
Luiz Murillo Tobias em show do Instituto FUNJOR

e a atriz Nicette Bruno decidiram continuar suas ações beneficentes em prol da arte através da criação de uma entidade filantrópica. O resultado foi a criação da FUNJOR - Fundação Sócio-Cultural José Ricardo (www.funjor.org.br), em 10 de outubro de 2000, no já extinto teatro Sidney Domingues (Flamengo, Rio de Janeiro). A entidade desenvolveu, até 2011 - quando houve a decisão de sua extinção, uma centena de ações sociais em prol de profissionais da arte e agregou diversos artistas em prol da sua causa, tais como: Emilinha Borba, Nicette Bruno, Jerry Adriani, Agnaldo Timóteo, Marlene, Ellen de Lima, Wanderléa, Suely Franco, Adelaide Chiozzo, Luiz Vieira, Gerdal dos Santos, José Messias, Claudia Telles, Pery Ribeiro, Rosa Marya Colin, Lilian Knapp, Golden Boys, Ataulpho Alves Jr., Jorge Goulart e diversos outros de diferentes áreas estilos e gerações.
No ano de 2012, no mesmo dia 10 de outubro, parte dos artistas e associados da a antiga fundação decidem criar o Instituto FUNJOR para apoiar quem milita na arte, preservar a memória artística brasileira e continuar o trabalho da antiga fundação, bem como o legado do cantor. Em pouco tempo, o Instituto FUNJOR agregou dezenas de pessoas e já implementou dezenas de ações sócio-culturais. Inclusive, a remasterização e distribuição gratuita (tiragem limitada) do primeiro LP do cantor José Ricardo "Eu que amo Somente a Ti", em 2015, quando a gravação completou 50 anos e a implantação do projeto Jovens Tardes FUNJOR, que teve diversos desdobramentos.
Ao longo dos anos, o Instituto FUNJOR desenvolve diversas atividades de apoio a artistas e preservação da memória da arte brasileira, mantendo viva a memória do cantor.

## Discografia
- (2015) Eu Que Amo Somente a Ti - 50 anos • Instinto FUNJOR • CD Comemorativo
- (2006) Roberto Carlos - Duetos • CD/DVD
- (1997) José Ricardo • Revivendo • CD
- (1996) Noel Rosa - Coisas Nossas Odeon • CD Coletânea
- (1989) 25 anos cantando o amor • SOMARJ • LP
- (1985) Brasil e Portugal • K7
- (1979) LP 1º FESTIVAL DOS ESTUDANTES (Programa Flávio Cavalcanti)  • WEA • Coletânea  Clack/WEA 89.003
- (1977) José Ricardo • Odeon • Compacto  S7B-901
- (1976) José Ricardo • Odeon • LP SMOFB-3916
- (1976) José Ricardo • Odeon •  Compacto S7B-866
- (1975) José Ricardo • Odeon • Compacto S7B-825
- (1975) José Ricardo • Odeon • Compacto S7B-809
- (1975) PREFERÊNCIA NACIONAL • Odeon  LP Coletânea SMOFB-3853
- (1974) José Ricardo • Odeon • EP Coletânea 7BD-1291
- (1974) José Ricardo • Odeon • Compacto S7B-758
- (1974) José Ricardo • Odeon • EP Coletânea 7BD-1291
- (1973) José Ricardo • Odeon • Compacto S7B-703
- (1973) José Ricardo • Odeon • Compacto S7B-647
- (1973)  SÓ SUCESSOS, Vol. 11 • Odeon • LP Coletânea SMOFB-3765
- (1972) José Ricardo • Odeon • Compacto7B-561
- (1970) José Ricardo • Caravelle • LPCAR-1023
- (1969) José Ricardo • RCA Victor • Compacto LC-6568
- (1969) José Ricardo • RCA Victor • Compacto LC-6523
- (1969) Para viver um grande amor (José Ricardo / Victor Hugo/ Marília Batista) • RCA Victor • LPBBL-1479
- (1969) Juventude e Ritmo • RCA Victor • LP BBL-1473
- (1968) José Ricardo • RCA Victor • Compacto LC-6465
- (1968) Carnaval Jovem • RCA Victor • EP LCD-1184
- (1967) Carnaval Jovem • RCA Victor • LP BBL-1424
- (1967) Tenho Tanto Amor em Mim • RCA Victor • EP LCD-1183
- (1967) José Ricardo • RCA Victor • Compacto LC-6361
- (1967) José Ricardo • RCA Victor • Compacto LC-6313
- (1967) 14 Sucessos do Yê Yê Yê • RCA Victor • LP BBL-1406
- (1967) Gina • RCA Victor • EP LCD-1171
- (1967) José Ricardo • RCA Victor • Compacto LC-6287
- (1966) Lembra de mim • RCA Victor • LP BBL-1367
- (1966) José Ricardo • RCA Victor • Compacto LC-6250
- (1966) 14 Sucessos - Vol. 2 • RCA Victor • LP BBL-1375
- (1966) José Ricardo • RCA Victor • Compacto LC-6203
- (1966) Eu Te Amo • RCA Victor • EP LCD-1147
- (1966) Carnaval RCA • RCA Victor •  LP BRL-1349
- (1965) José Ricardo • RCA Victor • Compacto LC-6186
- (1965) José Ricardo • RCA Victor • Compacto LC-6163
- (1965) Para Juventude • RCA Victor • EP LCD-1127
- (1965) Nova Geração • RCA Victor • LP BBL-1323
- (1965) Eu que amo somente a ti • RCA Victor • LP BBL-1328
- (1965) José Ricardo • RCA Victor • Compacto LC-6123
- (1964) Carnaval Quatrocentão • RCA Victor • LP BBL-1312
- (1964) RIO 400 anos • RCA Victor • LP BBL-1306
- (1964) Juventude Esquema 64 • RCA Victor • LP Coletânea BBL-1297
- (1964) José Ricardo • RCA Victor • Compacto LC-6064
- (1963) José Ricardo • RCA Victor • Compacto LC-6026